# Ludwig Malachowski Thorell
Ludwig Simon Malachowski Thorell, född 25 februari 2005, är en svensk fotbollsspelare som spelar för Mjällby AIF. 

## Klubbkarriär
Malachowski Thorell började spela fotboll i Brommapojkarna. Efter att ha gått genom deras akademi fick han debutera i BPs A-lag den sista matchen i Superettan 2022. Efter att inte fått speltid värvades han under sommaren 2023 av AFC Eskilstuna. I AFC fick han, efter några inhopp, starta årets sista två matcher. 
Inför säsongen 2024 värvades han av Sandvikens IF, nykomlingar i Superettan. I Sandviken fick han speltid i alla ligamatcher och inför säsongen 2025 skrev han på ett femårskontrakt med Mjällby AIF.  Första målet gjorde han under våren mot Hammarby IF.

## Landslagskarriär
Malachowski Thorell debuterade i landslagströjan augusti 2021 mot Danmark och gjorde sitt första landslagsmål september samma år mot Schweiz.

## Personligt
Malachowski Thorell är av polsk härkomst.